# Pál Pók
Pál Pók (Eger, 27 giugno 1929 – Budapest, 11 settembre 1982) è stato un pallanuotista ungherese, vincitore di una medaglia d'argento all'olimpiade di Londra 1948.